# 戈里亞尼夫卡
50°44′4″N 25°48′57″E / 50.73444°N 25.81583°E
戈里亞尼夫卡（烏克蘭語：Горянівка），是烏克蘭的村落，位於該國西部沃倫州，由盧茨克區負責管轄，始建於1648年，面積1.03平方公里，海拔高度201米，2001年人口438，人口密度每平方公里426.48人。